# Лучка (Тростянецкий район)
Лучка (укр. Лучка) — село,
Заречненский сельский совет,
Тростянецкий район,
Сумская область,
Украина.
Код КОАТУУ — 5925082702. Население по переписи 2001 года составляло 181 человек .

## Географическое положение
Село Лучка находится на берегу безымянного ручья, который через 2 км впадает в реку Боромля,
ниже по течению примыкает город Тростянец.
К селу примыкает большой лесной массив (дуб).
Рядом проходит автомобильная дорога Н-12.